# André Liminana
André Liminana, né à Sidi Bel Abbès le 25 mai 1899, et mort dans la même ville le 14 octobre 1947, est un footballeur international français.

## Biographie
Son poste de prédilection est attaquant. Il ne compte que deux sélections en équipe de France de football, Italie-France au Stadio di Corso Marsiglia à Turin en 1925, France-Autriche au stade Pershing à Paris en 1925.

### Clubs successifs
- SC Bel-Abbès

### Carrière
Avec Maurice Cottenet et Philippe Bonnardel, André fut le seul rescapé du cauchemar de Turin où l'équipe de France avait baissé les bras sans répliquer. À peine un mois plus tard, il ne se montra pas plus brillant face à l'Autriche et les sélectionneurs préférèrent en rester là avec lui.